# 若泽·爱德华多·多斯桑托斯
若泽·爱德华多·多斯桑托斯（1942年8月28日—2022年7月8日），安哥拉政治人物，曾任安哥拉人民解放运动中央委员会主席、安哥拉总统。

## 生平

### 政治生涯

2003年11月3日多斯桑托斯与巴西总统路易斯·伊纳西奥·卢拉·达席尔瓦会面

若泽·爱德华多·多斯桑托斯曾在蘇聯阿塞拜疆學習石油化工專業，畢業後繼續留在蘇聯，接受通信和雷達領域的軍事培訓。學成歸國後，他立即投入到解放運動中直到1975年安哥拉獲得獨立。
安哥拉獨立後，歷任外交部長、第一副總理、計劃部長等職。1979年9月，多斯桑托斯繼任安哥拉總統，他於1979年安哥拉內戰爆發前後一直擔任總統及該國軍隊總司令。2002年，安哥拉內戰結束後，他宣稱要在下任總統選舉退位，不過仍在2012年9月宣誓連任總統，任期5年。2016年3月，多斯桑托斯向外界表示，將於2018年前退出政壇，但鑑於之前他已曾經多次表態過這樣的意願，最後並未真正離開過政壇，致使不少人對多斯桑托斯的表態表示質疑。2016年12月，執政的安哥拉人民解放運動選舉該黨副主席、國防部長若昂·洛倫索成為2017年安哥拉總統大選執政黨候選人，且会接任該黨主席，從而解決了多斯桑托斯下台後的權力繼承問題。2017年2月3日，多斯桑托斯重申自己將不參加本年度安哥拉總統大選，但仍將擔任安哥拉人民解放運動主席，有指定該黨議會選舉候選人和任命軍警界高官等重要權力。
自1979年9月10日至2017年9月26日為止，多斯桑托斯共在位38年16天，位列赤道几内亚总统特奥多罗·奥比昂·恩圭马·姆巴索戈之后，是在位时间第二长的非洲国家领导人。
2021年9月，若泽·爱德华多·多斯桑托斯在缺席两次被指控贪腐的审判后返回安哥拉。

### 逝世
2022年7月8日，多斯桑托斯病逝于西班牙巴塞罗那，享壽79岁。
其家屬並不支持多斯桑托斯返國安葬，因而與政府就葬禮與安葬地點的問題產生爭執。11日，政府開始在多斯桑托斯遺體尚未返國的情況下於羅安達的阿戈什蒂紐·內圖紀念館為他舉辦追悼儀式。迨8月20日，經巴塞隆納法庭判決過後，多斯桑托斯遺體確定返國安葬。8月28日，多斯桑托斯的國葬在安哥拉首都羅安達順利舉行，遺體安葬於共和廣場（Praça da República）阿戈什蒂紐·內圖紀念館對面新建的陵寢內。

## 争议
2000年5月3日，非政府组织「無國界記者」將多斯桑托斯列入「新聞自由掠奪者」名單。